# Kostel Nanebevzetí Panny Marie (Pavlovice)
Římskokatolický farní kostel Nanebevzetí Panny Marie v Pavlovicích, které jsou administrativně částí obce Jestřebí v okrese Česká Lípa v Libereckém kraji, je raně barokní sakrální stavba s mohutnou hranolovou empírovou věží. Stojí uprostřed okrouhlé návsi, která je obestavěná rozlehlými pozdně barokními a klasicistními statky. Kostel je chráněn jako kulturní památka České republiky.

## Historie
Kostel je poprvé připomínám v roce 1352. Jeho původní podobu neznáme. V průběhu třicetileté války se jeho stav zhoršil natolik, že s podporou hraběte Jana Viléma Kounice došlo v letech 1697–1699 k výstavbě nového, rozlehlého raně barokního objektu. Původně kostel neměl věž a zvony visely v dřevěné zvonici. Tento stav trval do roku 1843, kdy byla po dlouholetých sbírkách farníků postavena mohutná hranolová empírová věž v čele západního průčelí, které bylo v souvislosti s tím upraveno. Po roce 1945 kostel zchátral. Na začátku 21. století začaly nutné zajišťovací práce k jeho záchraně. V roce 2019 je na kostele nová střecha a okna s dřevěnou výplní na věži, omítka je místy opadaná, okna jsou vytlučená a kostel není přístupný.

## Architektura
Jedná se o velkou jednolodní, obdélnou stavbu orientovanou k východu. Kostel má trojboce uzavřený presbytář s prostorami sakristií a s oratořemi v patře na severní, která byla původně přístupná vnějším schodištěm i jižní straně kam byl přístup snad přes depozitář. Jižní vstup kryje nízká hranolová předsíň. Před západním průčelím je hranolová věž. Věž je zevně čtyřpatrová, s výraznými kordonovými římsami. Západní portál se zbytky vnějšího schodiště, v posledním patře velká zvuková okna s kulatými záklenky. Věž kryje nízká jehlancová střecha.
Stěny lodě jsou zevně členěny vpadlými lizénovými rámci. Okna jsou uzavřena plochým segmentem a rámována šambránami s uchy. V oknech jsou zbytky vitráží z 19. století. Uvnitř jsou svazky pilastrů nesoucích čtyři pole valené klenby s lunetami, které jsou odděleny pásy. Triumfální oblouk je segmentový. Presbytář má křížovou klenbu a v závěru je sklenut valeně s lunetami. Kruchta je zděná. Jsou k ní připojena dvě dřevěná ramena na dřevěných sloupcích, které vybíhají do lodi kostela.

## Zařízení

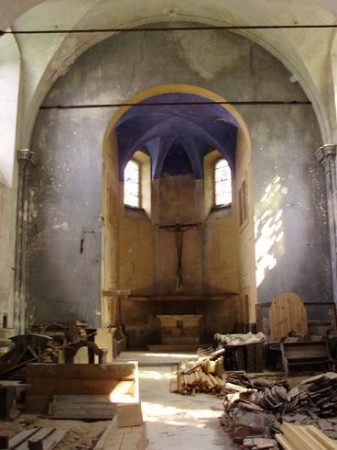
Interiér kostela v Pavlovicích v červenci roku 2008

Zařízení bylo jednotné, barokní. Pocházelo z období kolem roku 1700. Hlavní oltář byl v dolní části s obrazem Nanebevzetí Panny Marie, který pocházel z období kolem roku 1900. V nástavci oltáře byl barokní obraz Nejsvětější Trojice. Po jeho stranách se nacházely umělecky kvalitní sochy sv. Petra a sv. Pavla z doby výstavby kostela. Tabernákl oltáře je pseudorománský z 19. století. Původní barokní tabernákl byl kdysi uložen v sakristii.
Na pravém bočním oltáře byla barokní socha Piety z období kolem roku 1700. V nástavci byl reliéf sv. Barbory. Levý boční oltář je zasvěcen sv. Janu Nepomuckému. Byly na něm rozviliny a světcova socha. Kolem byly medailóny českých patronů: sv. Kosmy a Damiana, sv. Víta, sv. Ludmily, sv. Prokopa, sv. Vojtěcha, sv. Norberta, sv. Václava a sv. Zikmunda.
Barokní kazatelna pocházela z období kolem roku 1700. Byly na ní reliéfy čtyř evangelistů. Nejvýše byla umístěna socha sv. Jana Křtitele. Proti kazatelně se nacházel krucifix ze druhé poloviny 18. století. V lodi byl obraz Panny Marie na plátně. Jednalo se o kopii byzantské předlohy. Byla v rokokovém rámu a datována do roku 1770. Křížová cesta pocházela z první poloviny 19. století. Křtitelnice byla mramorová z roku 1610 s reliéfem Kristova křtu.
Po roce 1990 bylo zařízení kostela rozkradeno.

## Okolí kostela
Původní barokní fara pochází z 18. století. Jedná se o jednopatrovou stavbu s mansardovou střechou a dvěma branami po stranách. Má střední rizalit, který je oddělen lizénami. V přízemí jsou čtvercová okna s klenákem. V patře jsou obdélná okna se šambránami s uchy. Přízemí fary je sklenuto valeně s lunetami. V patře jsou malované klasicistní stropy z první poloviny 19. století. V sálech se nacházejí empírová kachlová kamna z první poloviny 19. století s reliéfními personifikacemi Naděje, Múz apod.

U kostela se nachází barokní márnice s kostnicí. Pochází z roku 1702 a je hranolová s jehlancovou stříškou. Uvnitř se nacházely zbytky oltáře, který byl snad barokní. Po roce 2000 byla kostnice adaptována na kapli, ve které bývají příležitostné bohoslužby. Při jižní straně kostela roste 23 m vysoká lípa velkolistá, chráněná jako památný strom.

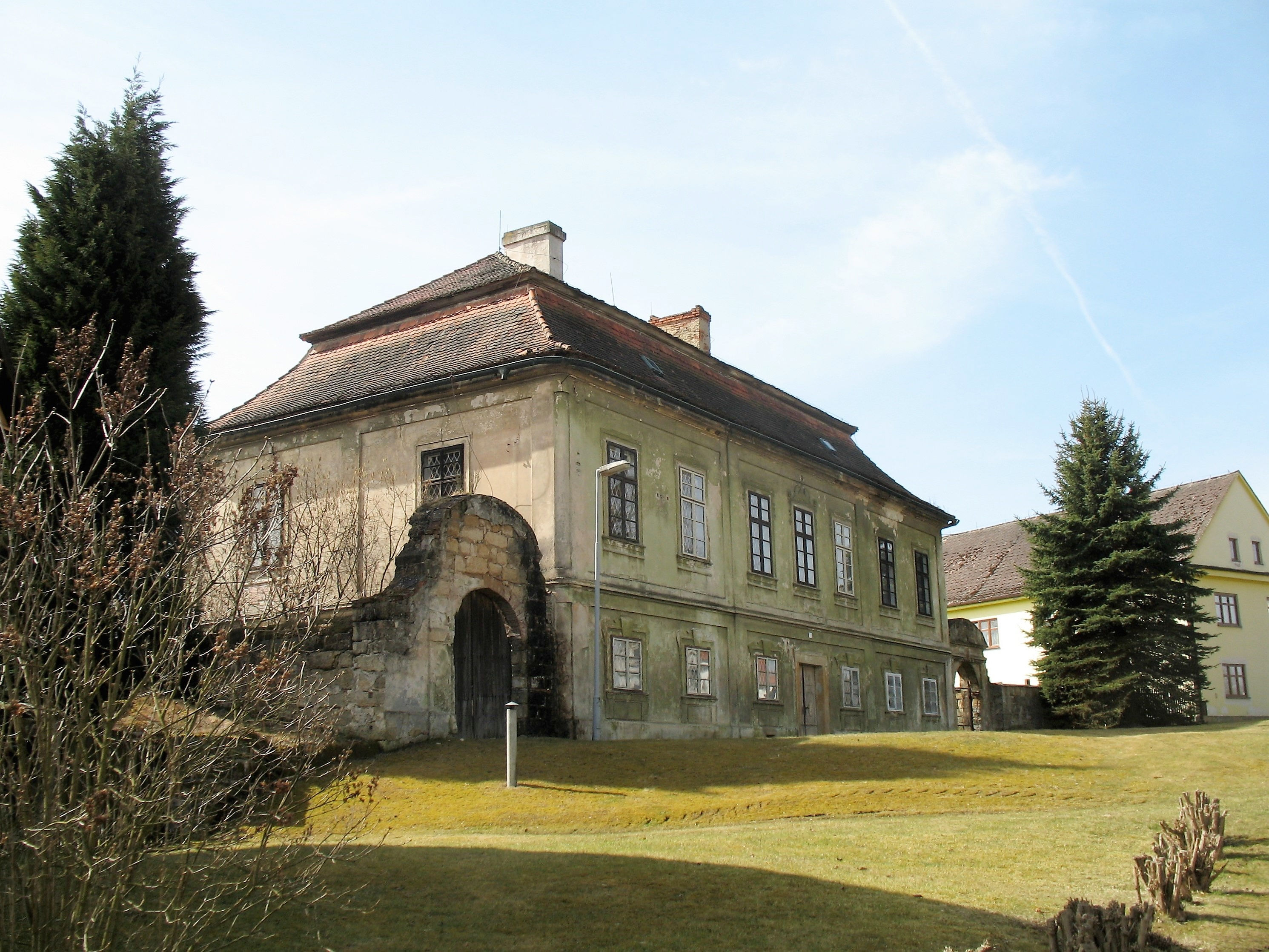
Barokní fara naproti kostelu
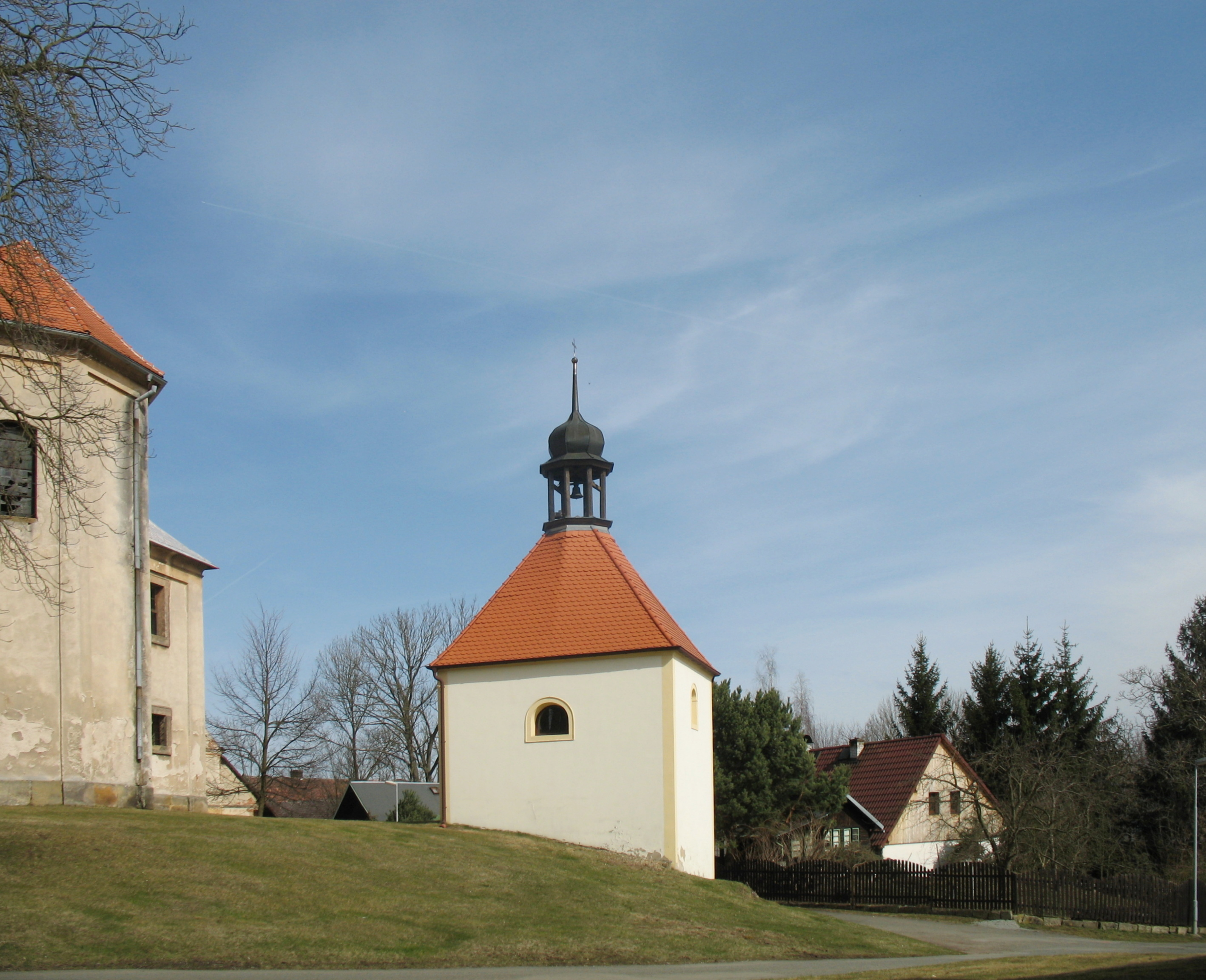
Márnice s kostnicí, přestavěná na kapli
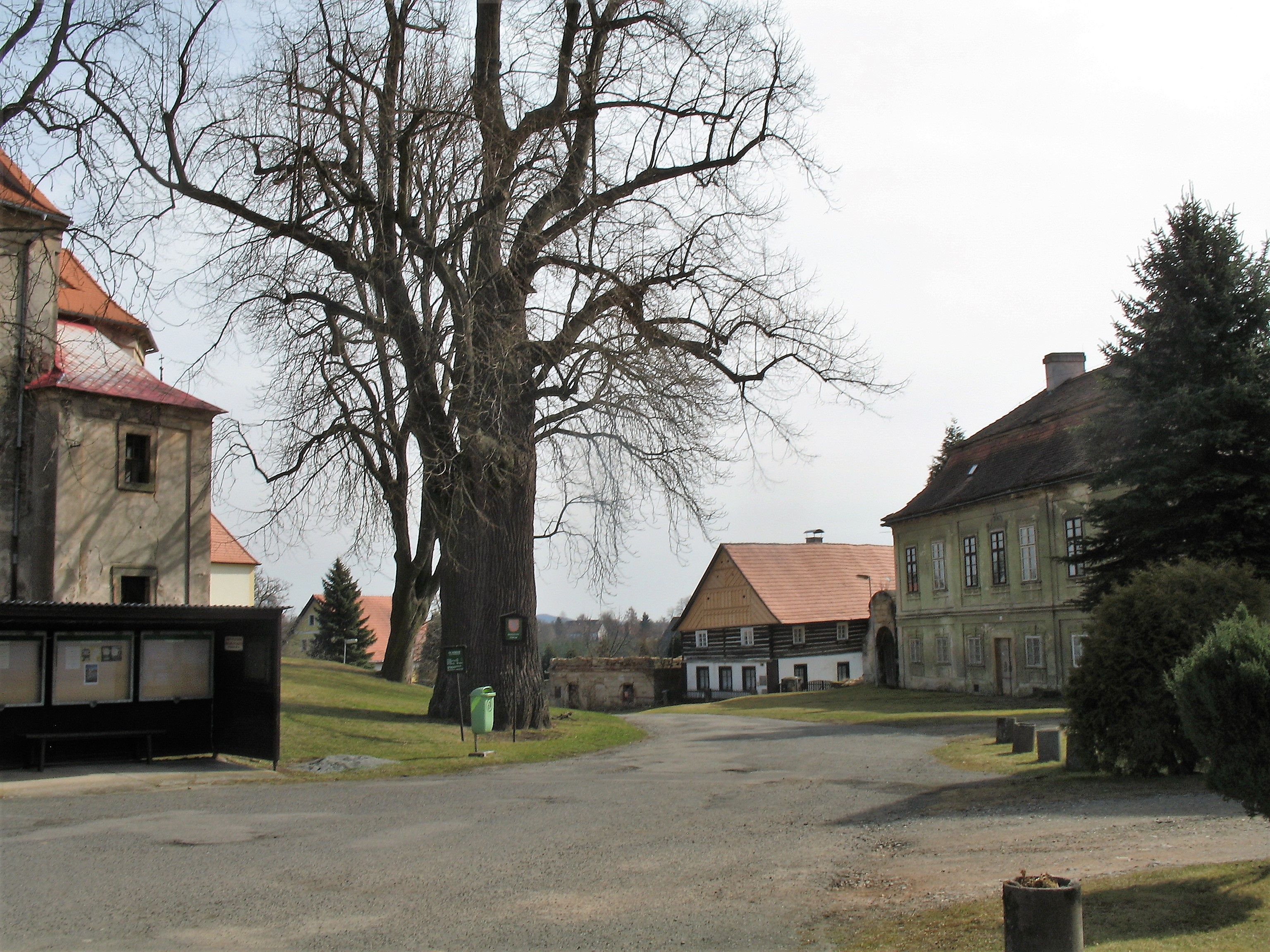
Náves v Pavlovicích - vpravo fara, vlevo u kostela památná lípa
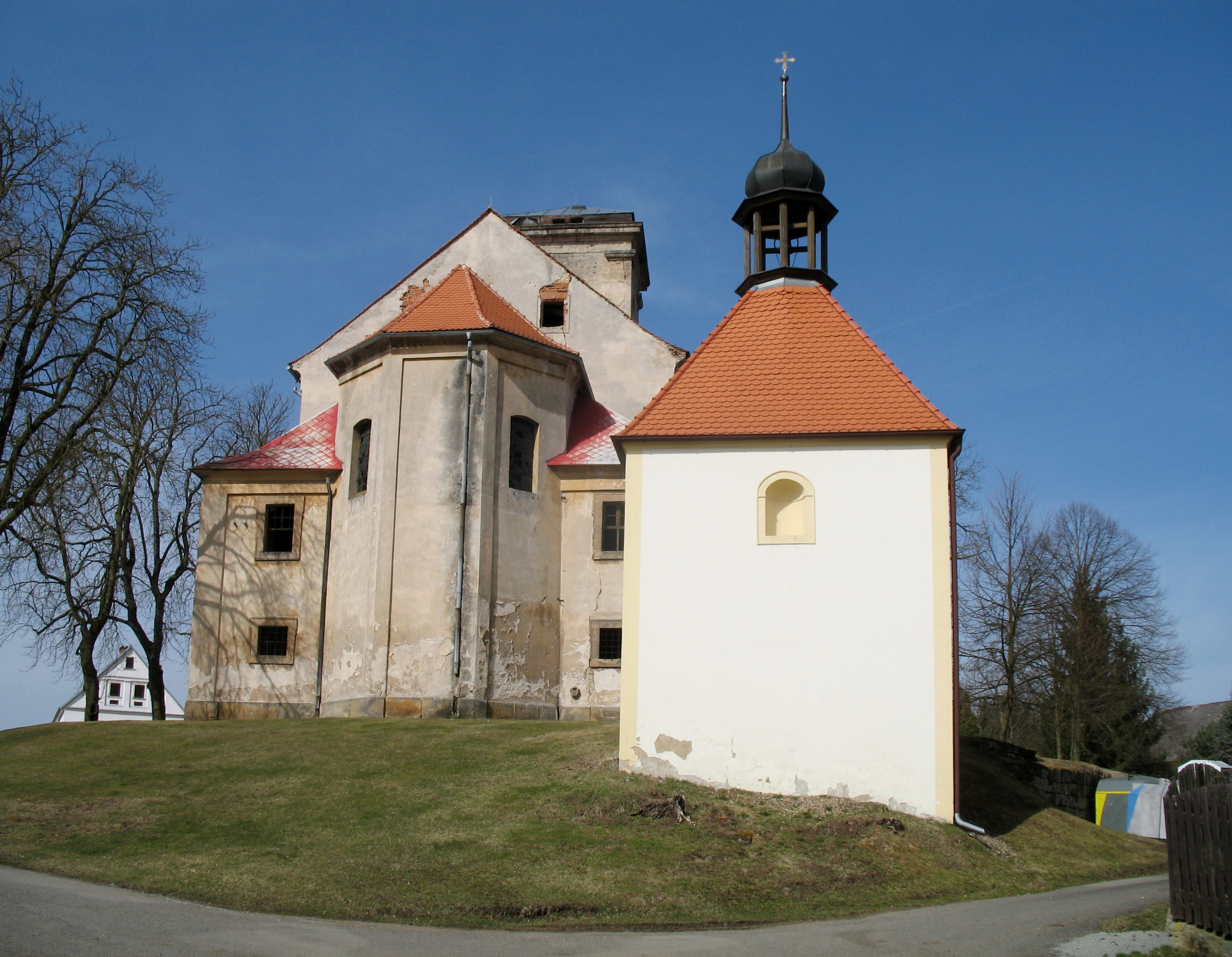
Zadní strana kostela, v popředí kaple